# Teofil Szymanowski
Teofil Korwin-Szymanowski herbu Jezierza (ur. 1762, zm. 30 listopada 1833) – radca Prokuratorii Generalnej Królestwa Polskiego, radca Rady Prefekturalnej departamentu warszawskiego w 1811 roku, marszałek sejmiku powiatowego warszawskiego Księstwa Warszawskiego w 1809 roku, wojski mniejszy warszawski, konsyliarz konfederacji targowickiej ziemi warszawskiej w 1792 roku, komisarz Departamentu Komisji Porządkowej warszawskiej i sędzia Sądu Kryminalnego Księstwa Mazowieckiego w powstaniu kościuszkowskim 1794 roku. 
Teofil był synem Melchiora i Teofili Lubicz Nieborskiej. Żonaty był z Marianną Magnuską - c. Józefa i Barbary Górskiej- która spoczywa w grobowcu rodzinnym Korwin-Szymanowskich na cmentarzu Powązkowskim, Teofil zaś pochowany został przy kościele w Starych Babicach.